# Косткевичева, Тереса
Тереса Косткевичева (пол. Teresa Kostkiewiczowa, дев. фамилия Пышневская; род. 3 февраля 1936 года в с. Осцислово гмины Глиноецк Мазовецкого воеводства Польши) — польский литературовед и педагог, профессор гуманитарных наук, действительный член Польской академии знаний.

## Биография
Родилась в 1936 году в семье Стефана и Филомены Пышневских.
К 1956 году закончила Варшавский университет по специальности «полонистика».
В 1960 году вышла замуж за Войцеха Косткевича.
В 1956—1971 годах работала на кафедре теории литературы Варшавского университета. В 1963 году защитила диссертацию на докторскую степень на тему «Модель сентиментальной лирики в творчестве Францишека Карпиньского». В 1971 году получила степень хабилитированного доктора на основе работы о Францишеке Князьнине как лирическом поэте.
С 1971 и до ухода на пенсию в 2006 году работала в Институте исследования литературы ПАН, где руководила отделом литературы Возрождения. В 1983 году получила звание профессора гуманитарных наук. По совместительству была ординарным профессором Университета им. кардинала Стефана Вышинского.
Была удостоена членства в ряде научных обществ, в том числе, Польской академии знаний (по отделению филологии) и Варшавского научного общества. Была членом научногоо совета Института литературоведения и комитета Польской академии наук по литературоведению.
Была председателем Литературного общества им. Адама Мицкевича.
Участвовала в научно-издательской деятельности как член редколлегии журналов «Век просвещения» (позднее став его главным редактором) и «Литературный дневник».
Начиная с 1984 года, в течение более чем 25 лет руководила организацией и проведением Олимпиады по польскому языку и литературе.

## Избранные труды
- Model liryki sentymentalnej w twórczości Franciszka Karpińskiego, Zakład Narodowy im. Ossolińskich, Wrocław 1964
- Kniaźnin jako poeta liryczny, Zakład Narodowy im. Ossolińskich, Wrocław 1971
- Klasycyzm — sentymentalizm — rokoko. Szkice o prądach literackich polskiego Oświecenia, PWN, Warszawa 1975
- Horyzonty wyobraźni. O języku poezji czasów Oświecenia, PWN, Warszawa 1984
- Oświecenie. Próg naszej współczesności, Semper, Warszawa 1994
- Oda w poezji polskiej. Dzieje gatunku, Leopoldinum, Wrocław 1996
- Polski wiek świateł. Obszary swoistości, Wyd. UWr, Wrocław 2002
- Z oddali i z bliska. Studia o wieku oświecenia, UKSW, Warszawa 2010

## Награды и почётные звания
- 1990 — Медаль Комиссии народного образования[пол.]
- 2003 — Рыцарский крест (5-я степень) ордена Возрождения Польши[6]
- 2003 — Премия имени Яна Длугоша[пол.] за книгу Polski wiek świateł. Obrazy swoistości[7]
- 2004 — Почётная докторская степень Варминьско-Мазурского университета[8]
- 2007 — Золотая медаль «За заслуги в культуре Gloria Artis»[9]
- 2011 — Почётная докторская степень Люблинского католического университета им. Иоанна Павла II[10]
- 2012 — Офицерский крест (4-я степень) ордена Возрождения Польши «за выдающиеся достижения в научно-исследовательской работе в области истории литературы»[11][12]